# ماندولین کاپیتان کارولی (فیلم)
ماندولین کاپیتان کارولی (به انگلیسی: Captain Corelli's Mandolin) فیلمی محصول سال ۲۰۰۱ به کارگردانی جان مدن است. در این فیلم بازیگرانی همچون نیکلاس کیج، پنه‌لوپه کروز، جان هرت، کریستین بیل، دیوید موریسی، ایرنه پاپاس، مایکل جیاناتوس و گراسیموس اسکیاداریس ایفای نقش کرده‌اند.